# Ida Cox
Ida Cox (nacida Ida Prather; Toccoa, Georgia; 25 de febrero de 1896-Knoxville, Tennessee; 10 de noviembre de 1967) fue una cantante afroestadounidense, principalmente conocida por sus grabaciones e interpretaciones de blues.
Nació en octubre de 1890, aunque históricamente su fecha su nacimiento en febrero de 1896. Fue hija de Lamax y Susie Prather y pasó su infancia en Cedartown (Georgia), cantando en el coro local de la iglesia metodista africana. Dejó su casa para iniciar una gira con varios minstrel show. Contrajo matrimonio con el intérprete de minstrel Adler Cox.
Tras el abrumador éxito, en 1920, de la grabación del tema «Crazy Blues» de Mamie Smith, las compañías discográficas se dieron cuenta de que había una demanda importante para grabaciones de música racial; la era de las intérpretes clásicas femeninas de blues había comenzado y se extendería por toda la década de 1920.
Desde 1923 hasta 1929, realizó numerosas grabaciones para la discográfica Paramount Records, además de realizar varias giras (en las cuales solía adquirir el nombre de "Sepia Mae West") hasta la década de 1930. En 1939 apareció en el Café Society Downtown, en Nueva York, participando en el histórico concierto del Carnegie Hall. Ese mismo año, retomó las grabaciones con una serie de sesiones en el discográfica Vocalion Records y, en 1940, realizó grabaciones con la discográfica Okeh Records en las cuales intervinieron el guitarrista Charlie Christian, los trompetistas Hot Lips Page y Henry "Red" Allen, el trombonista J.C. Higginbotham y Lionel Hampton.
Hacia 1960, época en la que llevaba ya varios años retirada, el productor musical Chris Albertson logró persuadirla para que grabara su último disco para la discográfica Riverside Records: en dicha grabación la acompañaban Roy Eldridge, Coleman Hawkins, el pianista Sammy Price, el bajista Milt Hinton y el batería Jo Jones. Cox se refirió a este disco como «su última declaración». Tras esta grabación volvió con su hija a Knoxville (Tennessee), donde falleció en 1967.